# Puttonyo
Se conoce como grados Puttonyo, Puttonyos o Puttony al nombre dado para denotar el nivel de azúcar, y por tanto de la dulzura, del vino de postre húngaro Tokaji. Tradicionalmente se mide por el número de cestas o capachos de uva botritizadas (conocido como Aszú) introducidas en un barril de vino, pero ahora se mide en gramos de azúcar residual. El Puttonyo era en realidad una canasta de uvas (de 25 kilogramos) atacadas por el hongo Botrytis cinerea, y de las cuales, cuanto más cestas se añadían al barril, más dulce era el vino final. Tradicionalmente la medición va de 3 a 6 Puttonyos. Al Tokaji producido totalmente de uvas se le conoce como Aszu Eszencia.

## Orígenes
Según una leyenda húngara, el primer aszú (un vino que usa uvas botritizadas) fue elaborado por Laczkó Máté Szepsi en 1630. Sin embargo, ya aparecen menciones de vino hecho de uvas botritizadas en la Nomenklatura de Fabricius Balázs Sziksai que se acabó en 1576. Un inventario recientemente descubierto de aszú antecede a esta referencia por cinco años. Cuando la clasificación del viñedo comenzó en 1730 en la región de Tokaj, uno de los parámetros que se consideraban en relación con los distintos terroir se centraba en su potencial a la hora de desarrollar Botrytis cinerea.

## Desarrollo
Solo en "cosechas particulares" las uvas se recogerán por separado (uva por uva) en sucesivos tris (palabra francesa que significa "selección") y serán transportadas en forma de masa seca a la bodega. Las uvas que no hayan sido seleccionadas en el "tris", serán las que se utilicen para el vino “base”, al cual se le agregará posteriormente el aszú en medidas puttonyo por barril de 136 litros.
Así un Tokaji de 3 puttonyos (medida mínima para poder ser considerado Tokaji) serían 75 kg de pasta añadidos a 136 litros de vino fresco del año.
Existe un grado todavía por encima de los 6 puttonyos, se le conoce como Tokaji Eszcencia y contiene hasta un 60% de azúcar. La cantidad de azúcar es tan elevada que el vino apenas puede fermentar, permitiéndole desarrollar 4º de alcohol.

## Niveles de azúcar residual (gramos por litro)
- 3 Puttonyo - 60
- 4 Puttonyo - 90
- 5 Puttonyo - 120
- 6 Puttonyo - 150
- Aszu Eszencia - 450